# St. Vincentius-Kliniken

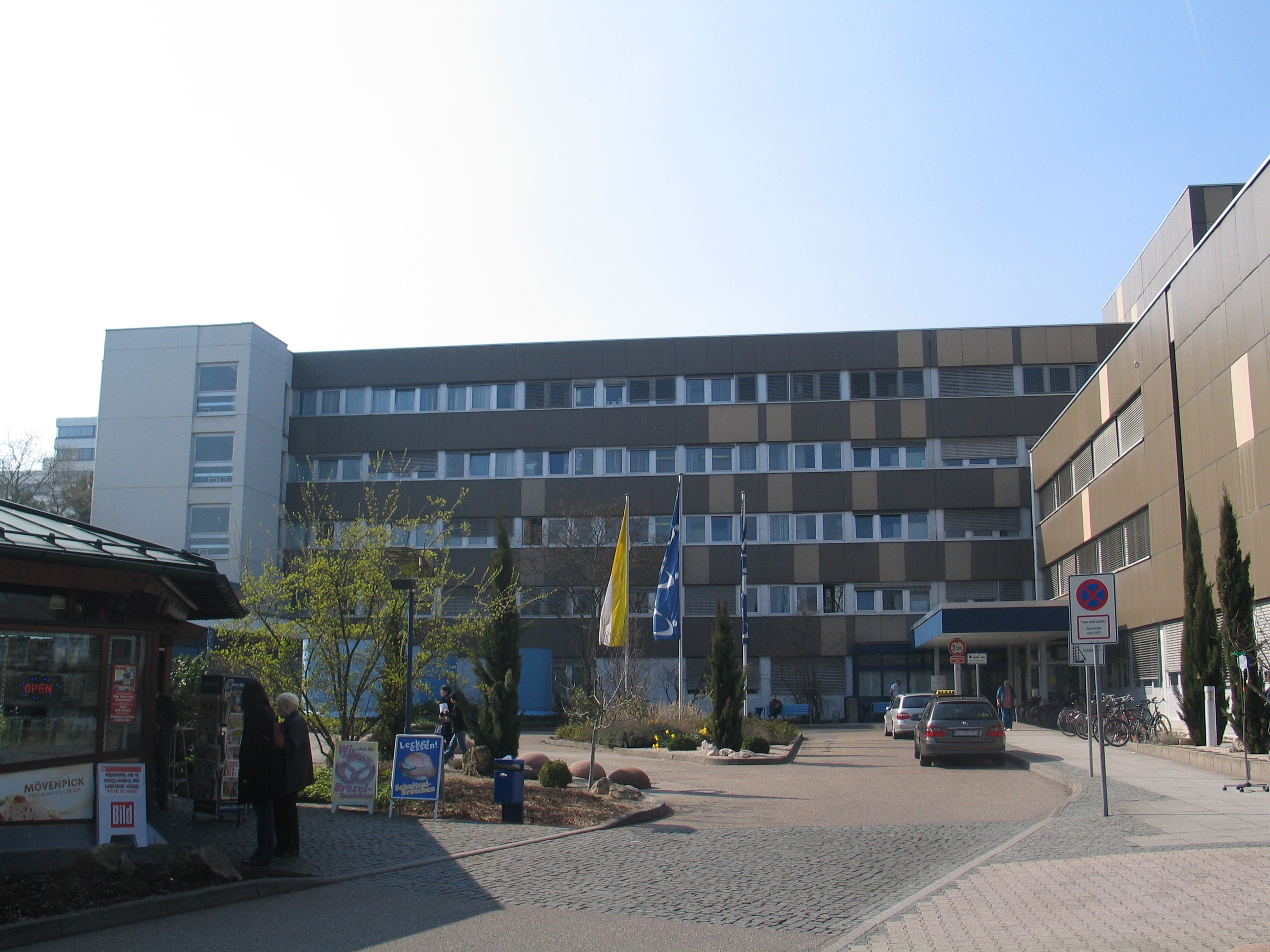
Altbau am Standort Steinhäuserstraße (In Betrieb bis 2022)

Die St. Vincentius-Kliniken sind ein ehemals selbständiges Krankenhaus in Karlsruhe, welches heute ein Teil der ViDia Christliche Kliniken Karlsruhe sind. Es besteht aus 17 Kliniken und Instituten und ist Lehrkrankenhaus der Albert-Ludwigs-Universität Freiburg.

## Geschichte
Am 29. Januar 1851 wurde der St. Vincentius-Verein Karlsruhe von Schriftstellerin Amalie Baader und Kaplan Franz Xaver Höll gegründet. Der Verein erhielt am 20. August desselben Jahres die Genehmigung zur Errichtung eines Krankenhauses, das am 1. Januar 1854 schließlich eröffnet werden konnte. Die Barmherzigen Schwestern des Ordens des heiligen Vinzenz von Paul in Freiburg übernahmen die Leitung. Vor allem in den Jahren nach dem Zweiten Weltkrieg wurde das Krankenhaus durch Neubauten immer wieder erweitert und vergrößert. Im Jahre 2000 erfolgte die Umwandlung der Rechtsform des St. Vincentius-Vereins in eine gemeinnützige Aktiengesellschaft.
Nach Fusion mit dem Diakonissenkrankenhaus Karlsruhe firmiert der neue Träger unter Vincentius-Diakonissen-Kliniken gAG (ViDia)

## Standorte
Die Einrichtungen der St. Vincentius-Kliniken verteilen sich über mehrere Standorte im Südwesten Karlsruhes: das sogenannte „alte Vincenz“ in der Südendstraße, das sogenannte „neue Vincenz“ in der Steinhäuserstraße sowie das frühere Marienkrankenhaus in der Edgar von Gierke-Straße.
Auf dem Neubau in der Steinhäuserstraße ist der Rettungshubschrauber Christoph 43 seit 15. Januar 2025 auf einem Dachlandeplatz stationiert.

## Kliniken und Institute
Kliniken:
- Klinik für Anästhesie, Intensiv- und Notfallmedizin
- Klinik für Augenheilkunde (2023: Fusion mit Augenklinik am Diakonissenkrankenhaus)
- Klinik für Diagnostische und Interventionelle Radiologie
- Klinik für Geriatrie
- Klinik für Hals-Nasen-Ohren-Heilkunde, Kopf- und Halschirurgie und plastische Gesichtschirurgie
- Klinik für Orthopädie
- Klinik für Strahlentherapie, Radiologische Onkologie und Palliativmedizin
- Klinik für Unfall-, Handchirurgie und Sportmedizin
- Klinik für Wirbelsäulentherapie
- Klinik für Gynäkologie und Geburtshilfe
- Plastische Chirurgie, Sektion der Klinik für Unfall-, Handchirurgie und Sportmedizin
- Klinik für Allgemein- und Viszeralchirurgie
- Klinik für Gastroenterologie, Hepatologie
- Klinik für Hämatologie, Onkologie, Immunologie und Palliativmedizin
- Klinik für Kardiologie, Intensivmedizin und Angiologie
- Klinik für Nuklearmedizin
- Klinik für Pneumologie und Schlafmedizin
- Klinik für Thoraxchirurgie

Institute
- Institut für Pathologie

## Ausbildung
Der Klinik sind Ausbildungseinrichtungen für Gesundheits- und Krankenpfleger, Hebammen und Operationstechnische Assistenten angeschlossen.

## Wichtige Kenngrößen
- Patientenzahl stationär und teilstationär: 27.444[1]
- Patientenzahl ambulant: 116.240[1]
- Planbetten: 647[1]

[Stand: 2020]

## Trivia
Im Krankenhaus in Karlsruhe starb die Dichterin Elisabeth Langgässer.